# 福永幸海
福永 幸海（ふくなが さちみ、8月27日 - ）は、日本のグラビアアイドル、ファッションモデル、タレント、歌手。元フィットワン（ファーストステージ）所属。その後フリーランスを経て2016年1月1日よりプリュ所属になったが、翌2017年1月22日を以って同社を退社し、フリーランスに戻ることを発表した。2018年6月16日、体調不良を理由に年内を以って芸能活動を無期限休止するも、2020年9月6日に単独ライブ復活祭にて、芸能活動復帰。

## 人物
グラビアアイドル、タレント、歌手、モデルとこなす。

## ライブ、グラビア活動
- 2014年8月31日、福永幸海1stバースデーワンマンライブ『Love the Future♡〜さちみん、行きまーす！』初のワンマンライブを行う。会場は渋谷STAR LOUNGEでソールドアウトとなる。
- 2014年8月、SHOWROOM配信にて「メイド in Japan」企画では多数の参加出演者の中、一ヶ月で300万ポイントを記録し、優勝。メジャーデビュー特別推薦枠を獲得した。
- 2014年9月23日、PCゲーム『プリズム・プリンセス〜ふたりの姫騎士と股間の紋章〜』キャラクターイメージソング争奪ライブにて多数の出場者から総合ランキング第1位に選ばれ優勝。キャラクターイメージソング歌唱権獲得となる。同年11月ぱじゃまソフトから発売となる本作ではメインキャラクターティアの歌唱を担当。
- 2015年8月30日、渋谷club asiaにて開催のワンマンライブでは異例のSOLD OUTとなる。
- 2016年9月4日、渋谷duoで開催されたワンマンライブもSOLD OUTし、3年連続ワンマンライブをSOLD OUTしている。
- 2016年12月16日、ソロアイドルのLEGENDとして福永幸海1stグラビアDVDがクリームより全国発売となる。
- ライブ活動以前にもグラビアアイドルとしては2011年、日テレグラビア甲子園でファイナリスト。
- 2017年8月13日、新木場STUDIO COSTにてユニット「今此処でKISSして」を結成。
- 2022年9月5日、桜井紗稀とMila bijou（ミラビジュー）を期間限定で結成。
- 2022年12月25日、新宿アルタ・キースタジオで開催されたIDOL SONICをもってMila bijouメンバーとしての活動を終了。しかし福永が新型コロナウイルス感染症の濃厚接触者となったためライブは桜井のみ出演となった[4][5]。
- 2023年5月5日、新宿アルタ・キースタジオで開催されたIDOL SONICでギャンビーノ×2[注 1]のメンバーとしてデビュー、白担当となる[6][7]。しかし方向性の違いから6月18日の定期公演をもって卒業[8][9]。
- 2023年10月1日、LOVE Re:MiND（ラブ・リマインド）に加入、12月30日に浅草VAMPKINで開催されたGirls Face 2023 LASTにてデビュー[10][11][12]。

ソロアイドルではzepp TOKYOにて、米米CLUBや様々なメジャーアーティストが出演する中、大トリにて出演。
zepp TOKYO、赤坂BLITZや川崎クラブチッタ、渋谷O-EAST、新木場スタジオコーストのメインステージ、新宿BLAZEなどに多数回出演している。

## 出演

### テレビ番組
- 世界一受けたい授業（2008年、日本テレビ）
- 『ぷっ』すま（2009年、テレビ朝日） - 体感チャレンジコーナー出演
- ペケ×ポン（2009年、フジテレビ）
- 世界一受けたい授業（2009年、日本テレビ）
- コスっちゃお！（CS/スカパー エンタ371ch）

### CM
- 日本マクドナルド

### 舞台
- 劇団ショートケーキ公演

### 携帯サイト
- ぷるるんサバイバル2009（2009年5月、集英社、ケータイヤングジャンプ）

### イベント
- 武道館アイドル博2017（2017年5月6日、日本武道館）[13]

### プロレス
- 神姫楽プロジェクト（2017年12月16日、千葉ブルーフィールド）[14]

### ライブ
- ソロアイドルのLEGENDとして、渋谷duo(キャパ700人)を満員のソールドアウトさせた人物であり、ユニバーサルミュージックに特別推薦をされた持ち主である。推薦枠は無駄となった模様。

## 作品

### イメージビデオ
| 発売日         | タイトル       | 規格品番  | メーカー           |
| -------------- | -------------- | --------- | ------------------ |
| 2016年12月16日 | First Sachimiz | LCRM-003  | Cream              |
| 2018年4月27日  | New Legend     | APRI-0034 | グラッソ           |
| 2022年12月21日 | Sweet Love     | MMR-BM090 | スパイスビジュアル |

### デジタル写真集
- GIRLS TRAIN 動画付写真集  福永幸海

### 雑誌
- EXMAX2021年(6月25日発売・８月号)
- 週間実話ザ・タブー2021年(3月12日号)
- EXMAX(2021年6月25日発売８月号)
- EXMAX(2021年11月26日発売１月号)
- アサ芸シークレット(2018年9月9日号)
- 女子プロレスマガジン(2018年3月発行)
- 週刊ヤングアニマル嵐（2018年1月4日発売号・裏表紙）
- Cream（2017年2月発売号）
- Yha! Hip &Lip!（2012年9月6日発売号）

### VR
- act1 apartmentFANTASUTICA(2018年6月1日)
- act2 apartment days!FANTASUTICA(2018年6月15日)
- バーチャルダイブ超えてはいけない一線に触れるくらいの関係FANTASUTICA(2022年2月11日)
- バーチャルダイブ限りなく恋人に近い距離感FANTASUTICA(2022年3月4日)
- すきま時間〜絶対にバレたらいけない場所で覗き見る〜FANTASUTICA(2022年3月18日)

### 新聞
- @失礼します（2008年9月、日刊ゲンダイ）

## ディスコグラフィ

### シングル
| 枚  | 発売日        | タイトル           | 規格品番 |
| --- | ------------- | ------------------ | -------- |
| 1st | 2015年8月30日 | I☆Mai☆Mee☆ダーリン | SF-0001  |

### 歌手参加楽曲
| 発売日 | 商品名 | 歌       | 楽曲         | 備考                                                                                     |
| 2014年 | 2014年 | 2014年   | 2014年       | 2014年                                                                                   |
| ------ | ------ | -------- | ------------ | ---------------------------------------------------------------------------------------- |
| 月日   |        | 福永幸海 | 「本当の私」 | PCゲーム『プリズム・プリンセス〜ふたりの姫騎士と股間の紋章〜』キャラクターイメージソング |